# Fagersta högre allmänna läroverk
Fagersta högre allmänna läroverk var ett läroverk i Fagersta verksamt från 1922 till 1966.

## Historia
Skolan var ursprungligen en högre folkskola bildad 1917. Från 1922 användes den byggnad som numera används av Risbroskolan och skolan blev från det året Fagersta kommunala mellanskola. 1940 blev en ny skolbyggnad klar den som idag används av Brinellskolan.
I perioden 1945-48 omvandlades skola till en samrealskola med ett kommunalt gymnasium från 1954. I perioden 1959–1961 blir skolan Fagersta högre allmänna läroverk. Skolan kommunaliserades 1966 och upphörde som läroverk efter att namnändrats till Brinellskolan. Studentexamen gavs från 1957 till 1968 och realexamen från senast 1930 till 1964.